# Палац Садовських (Чортків)
Палац Садовських — класицистичний палац Садовських у Чорткові.
Навколо палацу розкинувся прекрасний парк, який живився джерельною водою, що стікала з Гнилої балки. За законами фізики, під тиском стічної води у парку струменив фонтан, з-під якого витікала річечка, впадаючи в Серет.

## Історія
Збудований у другій половині XIX століття (нині територія, де знаходиться катедральний собор Верховних Апостолів Петра і Павла), — мешкала Героніма Садовського племінниця Марія Борковська з роду Садовських.
Після смерті Марії Борковської палац придбав місцевий рабин-чудотворець і частково перебудувавши його, влаштувавши там свою резиденцію, крім того, він упорядкував ще й чотириморговий парк. Під час Першої світової війни палац Марії Борковської було сильно пошкоджено, парк знищено. По війні руїни палацу Борковських були розібрані й у 1926 році на тому місці було збудовано стадіон.

## Відомі мешканці

### Марія Борковська
Померла 2 вересня 1879 року.